# Llista de monuments del districte de Lo Vigan
Llista de monuments del districte de Lo Vigan (Gard) registrats com a monuments històrics, bé catalogats d'interès nacional (classé) o bé inventariats d'interès regional (inscrit).
| Monument                                            | Prot. | Època                            | Localització                                            | Coordenades                                          | Codi?      | Imatge |
| --------------------------------------------------- | ----- | -------------------------------- | ------------------------------------------------------- | ---------------------------------------------------- | ---------- | --- |
| Domaine du Patron                                   | Inv.  | Segle xix                        | Broset de Quiçac                                        | 43° 51′ 13″ N, 3° 59′ 15″ E / 43.8535°N,3.9876°E     | PA30000016 | Carregueu una nova foto d'aquest monument                                                                                           |
| Dolmen Peyre de Cabusso Ludo                        | Cat.  | Neolític                         | Campèstre e lo Luc Graille                              | 43° 56′ 53″ N, 3° 21′ 50″ E / 43.9481°N,3.3639°E     | PA00103032 | Carregueu una nova foto d'aquest monument                                                                                           |
| Església Saint-André                                | Inv.  | Segles XIII-XVII                 | Concairac                                               | 43° 57′ 08″ N, 3° 54′ 29″ E / 43.9523°N,3.908°E      | PA00103050 | Església Saint-André · Vegeu més fotos d'aquest monument · Carregueu una nova foto d'aquest monument                                |
| Església Saint-Vincent de Cros                      | Inv.  | Segle XII                        | Lo Cròs                                                 | 43° 59′ 14″ N, 3° 50′ 14″ E / 43.9871°N,3.8372°E     | PA00103052 | Església Saint-Vincent de Cros · Vegeu més fotos d'aquest monument · Carregueu una nova foto d'aquest monument                      |
| Antic castell de Durfòrt                            | Inv.  | Segle XII                        | Durfòrt e Sent Martin de Sossenac                       | 43° 59′ 28″ N, 3° 57′ 19″ E / 43.991°N,3.9552°E      | PA30000073 | Antic castell de Durfòrt · Carregueu una nova foto d'aquest monument                                                                |
| Castell                                             | Inv.  |                                  | Fressac                                                 | 43° 59′ 34″ N, 3° 55′ 02″ E / 43.992784°N,3.917322°E | PA00103339 | Castell · Vegeu més fotos d'aquest monument · Carregueu una nova foto d'aquest monument                                             |
| Castell                                             | Inv.  | Segle xix                        | Montdardièr                                             | 43° 55′ 42″ N, 3° 35′ 33″ E / 43.928333°N,3.5925°E   | PA00103078 | Castell · Vegeu més fotos d'aquest monument · Carregueu una nova foto d'aquest monument                                             |
| Església Saint-Marcel-de-Fontfouilhouse             | Inv.  |                                  | Los Plantièrs                                           | 44° 07′ 29″ N, 3° 42′ 34″ E / 44.1246°N,3.7095°E     | PA00103157 | Església Saint-Marcel-de-Fontfouilhouse · Modifica el valor a Wikidata · Carregueu una nova foto d'aquest monument                  |
| Castell de Madières                                 | Inv.  | Segles XIV-XVI                   | Rògas                                                   | 43° 51′ 21″ N, 3° 33′ 48″ E / 43.8557°N,3.5632°E     | PA00103181 | Castell de Madières · Carregueu una nova foto d'aquest monument                                                                     |
| Casa                                                | Inv.  | Segle XVII                       | Sent Andrieu de Magencolas Hameau de Rey                | 43° 59′ 58″ N, 3° 39′ 54″ E / 43.9995°N,3.665°E      | PA00103196 | Carregueu una nova foto d'aquest monument                                                                                           |
| Casa dita Castell de Nogaret                        | Inv.  | Segles XVI-XVIII                 | Sant Andrieu de Valbornha                               | 44° 10′ 03″ N, 3° 40′ 36″ E / 44.1676°N,3.6767°E     | PA00103195 | Carregueu una nova foto d'aquest monument                                                                                           |
| Casa-forta dita antic castell                       | Inv.  | Segles XVI-XVII                  | Sant Andrieu de Valbornha                               | 44° 09′ 21″ N, 3° 41′ 01″ E / 44.1558°N,3.6835°E     | PA00103194 | Carregueu una nova foto d'aquest monument                                                                                           |
| Castell Le Castellas                                | Inv.  | Segles XII-XVI                   | Sent Bonet de Salendrenca                               | 44° 02′ 14″ N, 3° 52′ 06″ E / 44.037222°N,3.868333°E | PA00103198 | Castell Le Castellas · Vegeu més fotos d'aquest monument · Carregueu una nova foto d'aquest monument                                |
| Església                                            | Cat.  | Segle XII                        | Sent Feliç de Palhièira le Château                      | 44° 01′ 22″ N, 3° 55′ 55″ E / 44.022909°N,3.932033°E | PA00103204 | Església · Modifica el valor a Wikidata · Carregueu una nova foto d'aquest monument                                                 |
| Domaine des Graves                                  | Inv.  | Segle xix                        | Sent Ipolit                                             | 43° 57′ 45″ N, 3° 51′ 48″ E / 43.9626°N,3.8634°E     | PA30000065 | Carregueu una nova foto d'aquest monument                                                                                           |
| Dolmen de la Galaberte                              | Inv.  | Neolític recent; Edat del bronze | Sent Ipolit Rascassau                                   | 43° 58′ 01″ N, 3° 52′ 20″ E / 43.9669°N,3.8723°E     | PA00103333 | Dolmen de la Galaberte · Vegeu més fotos d'aquest monument · Carregueu una nova foto d'aquest monument                              |
| Edifici Dugas                                       | Inv.  |                                  | Sent Ipolit Cours Gambetta                              | 43° 58′ 00″ N, 3° 51′ 21″ E / 43.9666°N,3.8557°E     | PA00103218 | Carregueu una nova foto d'aquest monument                                                                                           |
| Castell de Sent Laurenç del Minièr                  | Inv.  | Segles XVII-XVIII                | Sent Laurenç del Minièr                                 | 43° 55′ 59″ N, 3° 39′ 18″ E / 43.933°N,3.655°E       | PA00103226 | Castell de Sent Laurenç del Minièr · Vegeu més fotos d'aquest monument · Carregueu una nova foto d'aquest monument                  |
| Castell                                             | Cat.  | Segle xix                        | Sardan                                                  | 43° 52′ 23″ N, 4° 02′ 30″ E / 43.873°N,4.0418°E      | PA00135383 | Castell · Vegeu més fotos d'aquest monument · Carregueu una nova foto d'aquest monument                                             |
| Torre de Môle o torre dels Bermond                  | Inv.  | Moyen Age                        | Sauve Grand'Rue                                         | 43° 56′ 43″ N, 3° 56′ 37″ E / 43.9454°N,3.9435°E     | PA30000055 | Torre de Môle o torre dels Bermond · Vegeu més fotos d'aquest monument · Carregueu una nova foto d'aquest monument                  |
| Maison de l'Evêque, casa medieval                   | Inv.  | Edat mitjana                     | Sauve Grand'Rue; rue de l'Evêché; place du Vieux-Marché | 43° 56′ 25″ N, 3° 56′ 55″ E / 43.9403°N,3.9486°E     | PA30000053 | Maison de l'Evêque, casa medieval · Modifica el valor a Wikidata · Carregueu una nova foto d'aquest monument                        |
| Maison Poch                                         | Inv.  | Segle XV                         | Sauve Grande-Rue                                        | 43° 56′ 13″ N, 3° 56′ 51″ E / 43.93693°N,3.94763°E   | PA00103235 | Carregueu una nova foto d'aquest monument                                                                                           |
| Oppidum preromà                                     | Cat.  | Protohistòria; gal·loromà        | Sauve Mus                                               | 43° 57′ 47″ N, 3° 56′ 01″ E / 43.963°N,3.9335°E      | PA00103236 | Oppidum preromà · Vegeu més fotos d'aquest monument · Carregueu una nova foto d'aquest monument                                     |
| Castell de Toiraç                                   | Inv.  | Segle XV                         | Toiraç                                                  | 44° 04′ 02″ N, 3° 55′ 45″ E / 44.0671°N,3.9291°E     | PA00135384 | Carregueu una nova foto d'aquest monument                                                                                           |
| Pont vell de Trève                                  | Inv.  |                                  | Trève Rue du Pont Vieux                                 | 44° 04′ 38″ N, 3° 23′ 15″ E / 44.0771°N,3.3875°E     | PA00103248 | Pont vell de Trève · Vegeu més fotos d'aquest monument · Carregueu una nova foto d'aquest monument                                  |
| Gruta prehistòrica del Pas-de-Joulié (part)         | Cat.  | Neolític                         | Trève                                                   | 44° 04′ 45″ N, 3° 24′ 03″ E / 44.0791°N,3.4008°E     | PA00103247 | Carregueu una nova foto d'aquest monument                                                                                           |
| Castell de Fesc                                     | Inv.  | Segle XVII                       | Vic e lo Fesc                                           | 43° 52′ 18″ N, 4° 04′ 05″ E / 43.8718°N,4.0681°E     | PA00103299 | Castell de Fesc · Vegeu més fotos d'aquest monument · Carregueu una nova foto d'aquest monument                                     |
| Antic hôtel de Faventines dit Castell d'Assas       | Inv.  | Segle XVIII                      | Lo Vigan route d'Alzon                                  | 43° 59′ 24″ N, 3° 36′ 19″ E / 43.9901°N,3.6052°E     | PA00103300 | Antic hôtel de Faventines dit Castell d'Assas · Vegeu més fotos d'aquest monument · Carregueu una nova foto d'aquest monument       |
| Antic hospice                                       | Inv.  | Segle xix                        | Lo Vigan 31 avenue Emmanuel d'Alzon                     | 43° 59′ 33″ N, 3° 36′ 36″ E / 43.9925°N,3.6099°E     | PA00125487 | Carregueu una nova foto d'aquest monument                                                                                           |
| Pont vell                                           | Cat.  | Segle XIV                        | Lo Vigan                                                | 43° 59′ 20″ N, 3° 36′ 27″ E / 43.9889°N,3.6076°E     | PA00103301 | Pont vell · Vegeu més fotos d'aquest monument · Carregueu una nova foto d'aquest monument                                           |
| Antic castell i residència senyorial, dit Castellàs | Inv.  | Segle XIII                       | Virsec                                                  | 43° 54′ 02″ N, 3° 27′ 35″ E / 43.900556°N,3.459722°E | PA30000075 | Antic castell i residència senyorial, dit Castellàs · Vegeu més fotos d'aquest monument · Carregueu una nova foto d'aquest monument |